# الوفاق الرياضي دو كانيه روشفيل
الوفاق الرياضي دو كانيه روشفيل (بالفرنسية: Entente sportive Le Cannet-Rocheville)‏ هو نادي رياضي فرنسي تأسس سنة 1968، يقع ببلدية لي كانيت الموجودة في جنوب شرق فرنسا.

## روابط خارجية
- Site de l'ESCR volley-ball
- Site de l'ESCR football
- Site de l'ESCR escrime